# Effondrement (essai)
Pour les articles homonymes, voir Effondrement (homonymie).
Effondrement : Comment les sociétés décident de leur disparition ou de leur survie (Collapse: How Societies Choose to Fail or Survive) est un essai de l’écrivain américain Jared Diamond paru en 2005 et traduit en français en 2006. 
Il s’inscrit dans la lignée de son précédent ouvrage  De l'inégalité parmi les sociétés paru en 1997 et traduit en français en 2000. Le sujet du livre est l’effondrement sociétal avec une composante environnementale, et dans certains cas également la contribution de changements climatiques, voisins hostiles, partenaires commerciaux, et également des problèmes de réponse sociétale. Jared Diamond voulait que ses lecteurs apprennent de l’histoire.

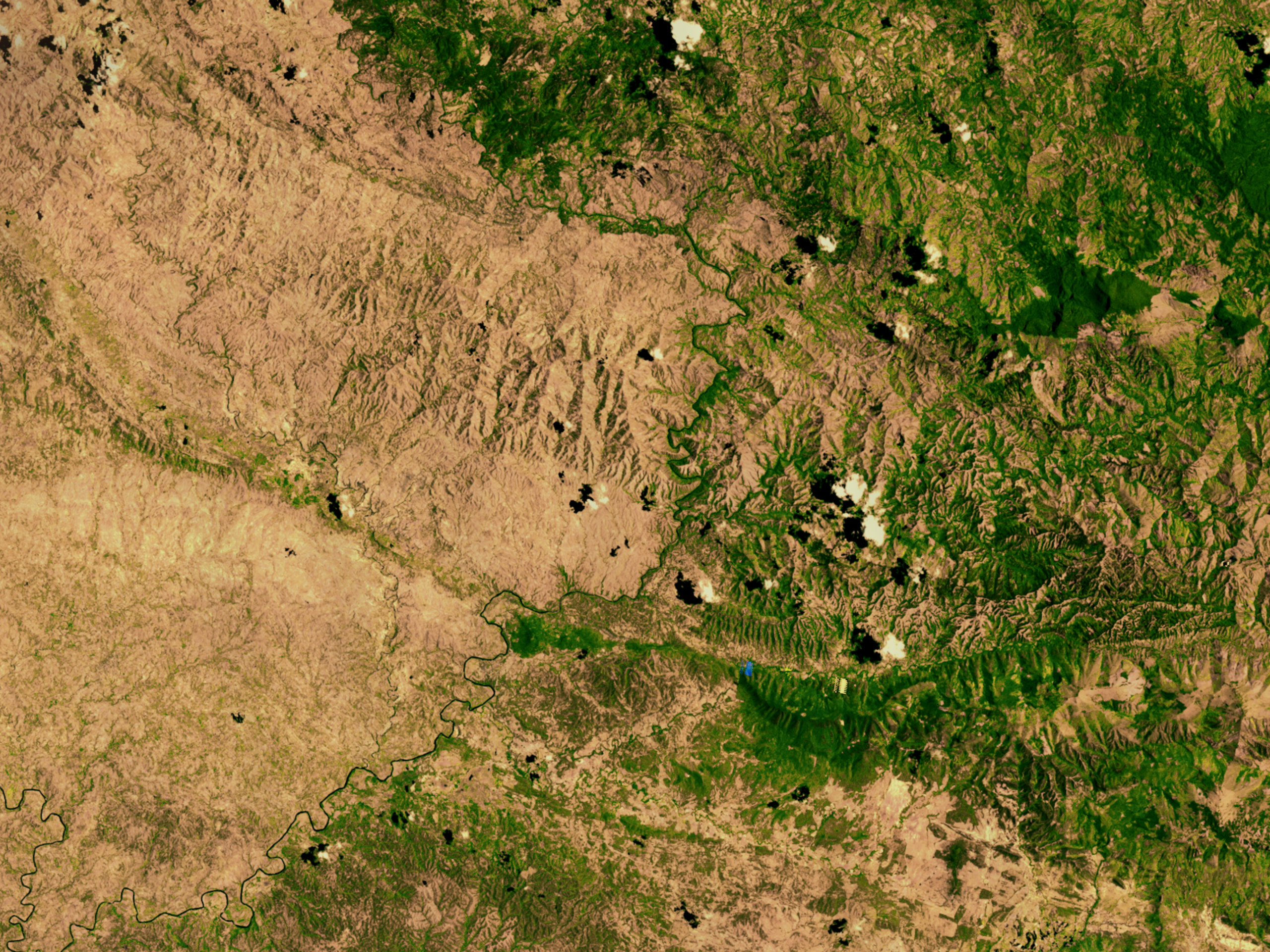
La limite de déforestation entre Haïti (à gauche) et la République Dominicaine (à droite).

## Plan de l’ouvrage
Effondrement est divisé en quatre parties :
1. La première partie décrit l’environnement de l’État américain du Montana, en se concentrant sur les vies de quelques habitants dans le but de mettre des visages sur les interactions entre une société et son environnement, et de montrer à ses premiers lecteurs que les problèmes qu’il développe plus loin se posent déjà dans une région qu’ils considèrent comme la mieux préservée de leur pays.
2. La deuxième partie décrit des sociétés du passé qui se sont effondrées. Pour examiner l’effondrement d’une société, Jared Diamond utilise un « schéma cadre », qui consiste en cinq « ensembles de facteurs » pouvant affecter ce qui arrive à une société : dégradation environnementale, changement climatique, voisins hostiles, perte de partenaires commerciaux, et les réponses de la société elle-même à ses problèmes environnementaux. Les sociétés que décrit Jared Diamond sont :
  - L’île de Pâques (société qui s’est effondrée en raison de la seule dégradation environnementale) ;
  - Les Polynésiens des îles Pitcairn (dégradation environnementale et perte des partenaires commerciaux) ;
  - Les Anasazis du sud-ouest des États-Unis (dégradation environnementale et changement climatique) ;
  - Les Mayas d’Amérique centrale (dégradation environnementale, changement climatique et voisins hostiles) ;
  - Les Vikings du Groenland, dont la société s’est effondrée par la conjugaison des cinq facteurs, y compris le dernier (refus d'adaptation au moment de l’effondrement social) ;
  - Jared Diamond termine cette partie en évoquant trois réussites du passé, réussites obtenues grâce à l’approche ascendante ou descendante :
    - La minuscule île mélanésienne de Tikopia,
    - Le succès de l’agriculture de la Papouasie,
    - La gestion des forêts du Japon de l’époque d’Edo.
3. La troisième partie examine des sociétés modernes, particulièrement :
  - Le génocide au Rwanda, causé en partie par la surpopulation ;
  - L’échec de Haïti comparé au succès relatif de son voisin, la République dominicaine ;
  - Les problèmes que rencontre un pays du Tiers Monde, la Chine ;
  - Les problèmes que rencontre un pays du Premier Monde, l’Australie ;
4. La quatrième partie conclut l’étude en examinant des sujets tels que le capitalisme et la mondialisation, et « tire des leçons concrètes pour aujourd’hui ». L’exemple du modèle du polder par lequel la société néerlandaise a répondu à ses défis est brièvement décrit.

## Critiques et commentaires
Les critiques s’accordent pour la plupart à trouver l’œuvre importante, tout en relevant certains points de désaccord,,. 
Le paléontologue australien Tim Flannery souligne l'importance du livre dans la revue Science.
Selon William Rees (en), professeur de planification écologique à l'Université de la Colombie-Britannique ⋅, Effondrement est « un antidote nécessaire » aux disciples de Julian Simon, tels que Bjørn Lomborg, auteur de l'ouvrage controversé L'Écologiste sceptique (voir l'article qui lui est consacré). William Rees indique que le comportement des humains envers la biosphère est devenu dysfonctionnel et qu'il menace la sécurité à long terme, tandis que le monde moderne reste « dans la croyance d’un mythe culturel dangereusement illusoire ».
Dans son article Australia’s environment undergoing renewal, not collapse, Jennifer Marohasy (en) de l'Institute of Public Affairs (en), fait un commentaire critique du livre, en particulier de son chapitre sur la dégradation environnementale de l’Australie. Elle  affirme ainsi que Jared Diamond reproduit un lieu commun qui est répété par les militants écologistes en Australie, mais qui n’est pas étayé par des preuves, et assure que beaucoup de ses affirmations sont faciles à contredire.
L'ingénieur agronome Daniel Tanuro critique aussi le fait que Diamond centre son étude autour des questions de démographie en occultant les dimensions sociales, politiques et économiques pour les substituer par des causes environnementales, expliquées par la croissance de la population. Bernard Thierry, biologiste au CNRS, estime pour sa part que Diamond « multiplie les exemples illustrant la complexité des relations entre pression démographique, impact écologique et crise des sociétés ».
Certains critiques de la traduction française, comme Claude Bataillon dans la revue Hérodote, regrettent l’importante différence de style entre les deux traducteurs, et un côté bâclé de la traduction où l’on ne peut s’empêcher de remarquer les nombreuses phrases, et même les nombreux mots, qui ne sont compréhensibles qu’en se référant au texte original anglais. Néanmoins, la force de ce livre est telle que même ainsi, les idées de Diamond restent largement accessibles.
Devant les succès des essais De l'inégalité parmi les sociétés et Effondrement, plusieurs auteurs ont tenté de nuancer les propos de Diamond, notamment l’ouvrage Questioning Collapse. Les auteurs savent gré à Diamond d’avoir attiré l’attention du grand public sur leur discipline et reconnaissent la qualité du travail bibliographique effectué par Diamond ainsi que son style clair et dynamique. Ils pointent néanmoins du doigt ce qu’ils pensent être de l’ethno-centrisme et du culturo-centrisme ainsi que certaines erreurs factuelles et de définitions. Les auteurs de Questioning Collapse soulignent que la définition de Diamond d’un « effondrement » est par trop arbitraire, un lieu pouvant par exemple avoir été abandonné sans que sa population ait réellement disparu. Ils reprochent également à Diamond de ne pas chercher à exposer des faits et une théorie générale mais plutôt de chercher à raconter une « histoire » expliquant qu’il existe des endroits où des choses terribles se sont passées, des endroits que Diamond se trouve avoir visités, et pour lesquels il parvenait à créer un « narratif » de moralité environnementale.
Parmi les erreurs de Diamond relevées par Questioning Collapse, figure le fait que les habitants de l’île de Pâques n’auraient pas provoqué l’effondrement de leur population par une surexploitation des arbres pour construire leurs statues. La déforestation s’expliquerait plutôt par l’arrivée de rats polynésiens vers l’an 1200, qui se seraient nourris massivement de noix de palmiers, et l’effondrement de la population par l’arrivée des européens qui aurait provoqué des maladies et l’esclavage, explication qui, ironiquement, est celle de Diamond lui-même lorsqu’il aborde le sujet des indiens d’Amérique dans son ouvrage précédent De l'inégalité parmi les sociétés.
Ces critiques de Diamond ont-elles-mêmes leurs critiques, à commencer par Diamond lui-même, mais également d’autres chercheurs comme Florent Kohler, pour qui les auteurs de Questioning Collapse semblent parfois se limiter à affirmer que « l’Occident, et lui seul, est constitutivement destructeur. » Par ailleurs, les auteurs de Questioning Collapse indiquent eux-mêmes que Diamond n’a finalement fait « que » lire et digérer une abondance de publications scientifiques biaisées et que Diamond n’est pas directement responsable de ces biais, qui sont peut-être le principal problème. Ces débats mettent en lumière la richesse et la complexité du sujet et ces différents ouvrages doivent probablement être vus non comme des vérités archéologiques absolues mais plutôt comme une somme de connaissances très utiles et une boîte à outils intellectuels pour continuer d’avancer sur ces sujets.

## Théories similaires
En écrivant ce livre, Jared Diamond souhaitait que ses lecteurs apprennent les leçons de l’histoire, rallumant un thème exploré par d’autres historiens.
L’historien britannique Arnold Joseph Toynbee dans A Study of History (en) (1934–1961) a aussi étudié l’effondrement des civilisations. Jared Diamond suit Toynbee quand il dit que « les civilisations meurent de suicide, pas d’assassinat » quand les élites se désintéressent de l’objectif de relever les défis de leur temps. Toutefois, là où Toynbee soutient que la cause fondamentale de l’effondrement est le déclin d’une « minorité créative » d’une société vers « une position de privilèges héréditaires qu’elle a cessé de mériter », Diamond accorde plus de poids à la minimisation des facteurs environnementaux.
Sous un autre angle, l’historien américain Joseph Tainter dans L’Effondrement des sociétés complexes (The Collapse of Complex Societies, 1988) soutient que les causes observables de l’effondrement, comme la dégradation environnementale, résultent d'une diminution des rendements de l’énergie, de l’éducation et de l’innovation technologique.
Il convient de mentionner également l’ouvrage de Hans Jonas Le Principe responsabilité paru en 1979 ainsi que celui d’Ulrich Beck, La Société du risque, publié en 1986, dans la même veine que les idées de Jared Diamond.

## Réception
Cet ouvrage a connu un retentissement au-delà même des États-Unis, malgré l'émission de certaines critiques.

### Éditions
- (en) Collapse: How Societies Choose to Fail or Succeed, Penguin Books, New York, 2005  (ISBN 0-14-303655-6).Paru en français sous le titre Effondrement : Comment les sociétés décident de leur disparition ou de leur survie  (trad. Agnès Botz et Jean-Luc Fidel), Gallimard, coll. « NRF essais », 2006, 648 p. (ISBN 978-2-07-077672-6), puis réédité dans la collection « Folio essais » (no 513) en 2009  (ISBN 9782070364305)[15].

### Commentaires
- (en) Patricia McAnany et Norman Yoffee (en) (dir.), Questioning Collapse: Human Resilience, Ecological Vulnerability, and the Aftermath of Empire, Cambridge University Press, Cambridge, 2010 – ouvrage de réfutation.